# 4492 Debussy
4492 Debussy là một tiểu hành tinh vành đai chính. Nó được phát hiện ngày 17 tháng 9 năm 1988 bởi Eric Elst. Nó được đặt theo tên nhà soạn nhạc Pháp Claude Debussy. Tiểu hành tinh được cho là có đường kính 10 km.
Vào ngày 21 tháng 3 năm 2004 người ta thông báo rằng các đường cong ánh sáng cho thấy có một vệ tinh quay quanh Debussy ở khoảng cách từ 5,2 tới 13,5 km. Tên tạm thời của vệ tinh này là S/2004 (4492) 1.